# Maskinkanon
Maskinkanon er et militært, fuldautomatisk skydevåben med stor kaliber (normalt større end 12,7 mm).
Maskinkanon er ofte fastmonteret på militære køretøjer, fly, krigsskibe eller i faste stillinger.